# Sammy Baird
Stuart Samuel Baird (Denny, 13 de maio de 1930 - 21 de abril de 2010) foi um futebolista escocês que atuava como meia.

## Carreira
Sammy Baird fez parte do elenco da Seleção Escocesa de Futebol, na Copa do Mundo de 1958.